# Hermandad y Cofradia de Nuestra Señora de las Angustias
La Hermandad y Cofradia de Nuestra Señora de las Angustias de Barcelona va ser fundada el 1989 per Rafael Ortiz i Alberto Sanahuja, que tenien molta devoció a una imatge oblidada d'origen desconegut que es trobava a la Parròquia de Sant Jaume de Barcelona. Aquesta talla de la Mare de Déu de las Angustias i el Santíssim Crist de la Misericòrdia conformen el misteri de la Pietat, Crist Jacent en els braços de la seva Mare. Durant els primers anys, la Germandat realitza els seus cultes de "portes endins", és a dir, no fan estació de penitència, i tot es realitza a l'interior de la Parròquia: Misses de Germanor, tríduums, Quinaris, Besapeus, Via Crucis de Quaresma, cultes a la Immaculada Concepció, etc. Les donacions començaran a donar aviat el seu fruit per formar un primer petit patrimoni de la confraria. Successivament, s'avança en la restauració de les talles, i la vida de la germandat es marca petites fites com el primer mantell de vellut negre per a la Verge, la corona, la diadema platejada, els brodats dels respiradors del pas, els faldons, els fanals de metall repujat, els canelobres de set llums... per engalanar la Mare de Déu amb sobrietat i elegància.

## Penitència
L'estació de penitència de la Mare de Déu de las Angustias se celebra cada Divendres Sant, amb sortida de l'Església de Sant Jaume, situada al carrer Ferran, de Barcelona, a les 7 del vespre. En el recorregut, es creuen amb el pas de Nostre Pare Jesús del Gran Poder i Maria Santíssima de l'Esperança Macarena, tots dos de la Germandat veïna de carrer Hospital (Església de Sant Agustí). En el seu pas per la catedral, reben la salutació de l'Arquebisbe de Barcelona. El seguici de la processó l'encapçala la Creu de Guia de la Germandat, seguit de germans i convidats vestits amb vestit i corbata negra, seguici de natzarens amb vesta negra i capirot bordeus i senyores vestides de rigorós dol amb mantellina negra, el Llibre de Regles, presidència i cos d'acòlits portant cirials, encenser i creu parroquial.

## Arxidiòcesi
La Germandat ha pres part en la creació de l'actual Consell General de Germandats i Confraries de l'Arxidiòcesi de Barcelona, així com de la recuperació, l'any 2003, de la processó de la Mare de Déu de la Mercè, patrona de la ciutat de Barcelona, que feia 50 anys de la seva última sortida. Les germandats tenen un component pastoral essencial, per la qual cosa, l'Hermandad y Cofradia de Nuestra Señora de las Angustias està especialment orgullosa de l'ordenació sacerdotal d'un confrare l'any 2011. També han organitzat recollides d'aliments, i preparen una quadrilla ben formada per portar el pas de la Mare de Déu de las Angustias. Mentre la primera sortida procesional es fa sobre camines, portada per 6 homes, en l'actualitat disposen d'un pas nou per ser portat a costal, estil sevillà, per 30 portants.

## Exposició commemorativa
L'associació va celebrar una exposició commemorativa a la Casa dels Entremesos entre els mesos de març i abril de 2014. L'exposició forma part dels actes extraordinaris que organitza aquesta entitat per commemorar el 25è Aniversari Fundacional 1989-2014. Amb aquesta iniciativa, que comptà amb el suport de l'Ajuntament de Barcelona i la Casa dels Entremesos la Germandat, es volia apropar al visitant els valors actuals d'una confraria de Passió, partint de la pròpia història i vida interna, i amb un recorregut des de l'origen barroc de les germandats de Setmana Santa fins a la plasmació de la processó al carrer en l'actualitat. Van assistir a la inauguració, el 6 de març, el director general d'Afers Religiosos, Enric Vendrell, i la directora de Relacions Institucionals de l'Ajuntament, Montse Martín. L'acte va comptar amb el brodador del nou mantell processional de la Verge, José Panea, que va explicar el procés de brodat. L'acompanyava una representació de la seva germandat sevillana Nuestra Señora de las Mercedes de Mairena del Aljarafe, a més d'un nodrit grup de germans i germanes que van participar del que va ser un acte entranyable per a aquesta germandat barcelonina.